# 青春共和国
『青春共和国』（せいしゅんきょうわこく）は、赤川次郎の小説。1981年5月15日、徳間文庫より刊行されている。解説：辻真先。

## 収録作品
- 青春共和国（『読売新聞日曜版』 1979年10月7日 - 1980年9月28日）
- 鏡の中の悪魔（学習研究社『高校コース』 1980年11月 - 1981年3月）

## 映画
1984年6月9日、「青春共和国」が『トロピカルミステリー 青春共和国』という題名で東宝配給で公開された。安田成美の初主演作品。当初は小島拓也の主演も予定されていた。沖縄県与論町でロケ撮影が行われた。
同時上映は青田浩子主演の「月の夜 星の朝」

### キャスト
- 三神英子：安田成美
- 松井洋子：武田久美子
- 津川浩：小島拓也
- 木村正美：浜田みどり
- 河原早苗：矢野有美
- 石井竜太：ベンガル
- 大岩：山田隆夫
- 高松：遠藤征慈
- 女校医：三輪京子
- 松井健三：殿山泰司
- 三神恭子：真屋順子
- 三神信夫：長門勇
- 成瀬純夫：竹本孝之
- 天堂（大統領）：宍戸錠
- DJ：桑原茂一

### スタッフ
- 監督：小原宏裕
- 原作：赤川次郎
- 脚本：田波靖男、平山幸秀
- 製作：溝口勝美、田村三枝子
- 企画：山本洋、荒井修
- 主題歌：安田成美「トロピカル・ミステリー」（徳間ジャパン）
- オープニング：桑名晴子「I LOVE YOU」（徳間ジャパン）
- 挿入歌：小島拓也「2001年 LOVE ODYSSEY」（徳間ジャパン）
- 音楽：鳴瀬喜博
- ミュージックアドバイザー：三浦光紀
- 撮影：水野尾信正
- 美術：渡辺平八郎
- 照明：島田忠昭
- 録音：神保小四郎
- 整音：堀内戦治
- 編集：谷口登司夫
- 助監督：山本伊知郎
- 製作担当プロデューサー：桜井勉
- ロケ担当プロデューサー：丹羽邦夫
- アクションディレクター：風間健
- タイトル：デン・フィルム・エフェクト
- 録音所：アオイスタジオ
- 現像：東洋現像所
- スタジオ：にっかつ撮影所
- プロデューサー：島田開、元持昌之
- 製作協力：大映
- 製作：大映企画

| スタブアイコン | サブスタブ | この項目は、まだ閲覧者の調べものの参照としては役立たない、文学に関連した書きかけの項目です。この項目を加筆・訂正などしてくださる協力者を求めています（P:文学、PJ:ライトノベル）。項目が小説家・作家の場合には{Writer-substub}を、文学作品以外の本・雑誌の場合には{Book-substub}を貼り付けてください。 |

| スタブアイコン | サブスタブ | この項目は、まだ閲覧者の調べものの参照としては役立たない、映画に関連した書きかけの項目です。この項目を加筆・訂正などしてくださる協力者を求めています（P:映画/PJ:映画）。 |